# Bernardo Colombo
Bernardo Maria Colombo (Olginate, 24 febbraio 1919 – Padova, 26 aprile 2012) è stato uno statistico demografo e biostatistico italiano.
È stata una delle figure più rappresentative della statistica e della demografia italiana del secondo dopoguerra.

## Biografia
Originario di Olginate, Bernardo Maria Colombo è il quinto dei sei figli di Angelo e Giuseppina Spreafico. Nonostante le umili condizioni della famiglia – il padre è calzolaio, la madre è casalinga – tre fratelli e due sorelle hanno modo di formarsi arrivando tutti alla laurea; fa eccezione il piccolo Giuseppe, morto all'età di nove anni a causa di una peritonite fulminante. Degna di nota è la figura del fratello maggiore, il teologo e vescovo Carlo Colombo: al termine del liceo classico frequentato a Torino nell'Istituto Salesiano di Valsalice, nel 1937 è lui che lo distoglie dal proseguire nello studio delle Lettere Classiche, mettendolo in contatto con Amintore Fanfani e orientandolo verso le discipline economico-commerciali.
Ventiduenne, il giovane Bernardo si laurea nel 1941 in Scienze Economiche e Commerciali all'Università Cattolica di Milano con una tesi intitolata Ricerca statistica sulla resa relativa di tipici investimenti per azioni ordinarie durante il periodo 1904-1934 in Italia, tesi avviata con Luigi Einaudi e discussa oralmente in una Commissione presieduta da Marcello Boldrini.
Nel 1941 deve interrompere gli studi perché richiamato agli obblighi militari e partecipa alla Campagna di Russia dove viene gravemente ferito.
Rientrato in Italia alla fine del 1942, su suggerimento di Marcello Boldrini, suo docente di Statistica e Demografia, si iscrive al Corso di laurea in matematica, ma deve interrompere ancora una volta gli studi l'8 settembre 1943, per espatriare in Svizzera come rifugiato militare.
È dal 1945 al 1947 direttore dell'Ufficio Statistico all'Ufficio Regionale del Lavoro a Venezia e assistente volontario di Statistica di Albino Uggè presso l'Istituto Universitario di Scienze Economiche e Commerciali della Facoltà di Economia presso l'Università Ca' Foscari di Venezia. Diviene assistente di ruolo nel 1948.
Nel 1951 ottiene una borsa della Rockefeller Foundation e nel 1952 è visiting fellow all'Office of Population Research della Princeton University.
Nel 1954 ottiene la libera docenza e tiene in quell'anno vari corsi di discipline statistiche.
Nel 1956 diviene professore di Statistica all'Università Ca' Foscari di Venezia.
Nel 1967 è chiamato sulla cattedra di Demografia nella Facoltà di Giurisprudenza dell'Università degli Studi di Padova.
A Padova si fa promotore della Facoltà di Scienze Statistiche, Demografiche e Attuariali nata nel 1968 e della quale diviene Preside dal 1970 al 1972.
Fa parte nel 1962 della Commissione d'Indagine sulla scuola ed è incaricato di preparare il piano di sviluppo della stessa.
Chiamato a far parte di numerose commissioni dell'ISTAT per la preparazione dei censimenti (1971, 1981, 1991) e la revisione degli annuari demografici, collabora con la International Union for the Scientific Study of Population (IUSSP) nella quale partecipa al Consiglio direttivo (1963-1969) e prepara il volume italiano del Dizionario demografico multilingue.
È stato inoltre membro e Presidente del Consiglio Scientifico dell'Istituto di Ricerche sulla Popolazione (IRP) del CNR, membro e Presidente dal 1990 al 1996 della Commissione per la Garanzia dell'Informazione Statistica della Presidenza del Consiglio dei ministri.
Durante il Concilio Vaticano II viene consultato come esperto in merito alla redazione della costituzione pastorale Gaudium et spes. In seguito partecipa anche ai lavori della Commissione Pontificia sulla Popolazione, la Famiglia e la Natalità – Humanae Vitae. Alcuni anni dopo, avrebbe offerto una memoria scritta di tutte queste attività. Nel 1992 papa Giovanni Paolo II lo chiama a far parte della Pontificia Accademia delle Scienze, dove ha modo di collaborare anche con l'allora card. Joseph Ratzinger
Fuori ruolo dal 1989, insegna nella Facoltà di Scienze Statistiche dell'Università di Padova, raggiungendo l'emeritato nel 1996. I suoi primi interessi sono nel campo della metodologia statistica dove ha fornito contributi in tema di verifica d'ipotesi e di analisi sequenziale, ha anche il merito di essere uno dei primi ad introdurre elementi inferenziali nel contesto italiano, allora dominato dal pensiero di Corrado Gini.
Successivamente, svolge i suoi studi principalmente nel campo dei problemi demografici.
In questa area si è occupato sia di metodologia di misura di fertilità e nuzialità sia di ricerche concrete, in particolare a proposito della singolare ripresa della natalità del periodo bellico in numerosi Paesi occidentali e sulla diffusione dell'aborto illegale in Italia. A questo tipo di ricerche ha unito una continua attenzione ad aspetti fondamentali di politiche demografiche, nella ricerca di ragionevoli linee di intervento che rispettassero diritti umani fondamentali e portassero a soluzioni accettabili, tendenti ad equilibrare libere decisioni individuali e bisogni ed obiettivi della collettività.
Severamente impegnato in lavoro di consulenza per le autorità civili, ha dato il suo apporto con suggerimenti sull'organizzazione della scuola e specialmente nel settore della produzione delle statistiche ufficiali.
Negli ultimi trent'anni ha volto la sua attenzione allo studio della biometria del ciclo mestruale. In questo ambito svolge una approfondita attività di ricerca con risultati rilevanti sia nel contesto scientifico sia nei risultati applicati al Natural Family Planning (pianificazione familiare basata su metodi contraccettivi naturali). Questi studi biometrici possono rappresentare la ‘cifra’ dell'impegno di Bernardo Colombo perché riguarda l'interazione tra le componenti biologiche e quelle comportamentali della riproduzione, cioè della storia sia degli individui che delle popolazioni umane.
Continua a fare ricerca fino a pochi mesi dalla sua morte.

## Onorificenze
Le sue ricerche gli procurano numerosi riconoscimenti ed è stato membro di diverse Società Scientifiche di prestigio:
- Medaglia d'oro ai benemeriti della scuola, della cultura e dell'arte (1974)
- Membro della Commissione Nazionale Italiana – UNESCO (1969-72)
- Membro e Presidente della Delegazione della S. Sede alla Conferenza Mondiale della Popolazione e dello Sviluppo delle Nazioni Unite al Cairo (1994)
- Delegato della S. Sede alla Prima Sessione della Commissione Mondiale dell'Etica delle Conoscenze Scientifiche e Tecnologiche (COMEST) – UNESCO, Oslo
- Membro della Pontificia Accademia delle Scienze
- Socio effettivo dell'Istituto Veneto di Scienze, Lettere ed Arti.

## Membro di Commissioni dell'ISTAT
- Commissione per la costruzione di un nuovo indice dei prezzi al consumo (1956)
- Commissione per la revisione dell'annuario di Statistiche Demografiche (1967-68)
- Commissione per il censimento della popolazione 1971 (1970-71)
- Commissione per la revisione dell'Annuario di Statistiche Demografiche (1971)
- Commissione per il censimento della popolazione 1981 (1979-81)
- Commissione per il segreto statistico (1988)
- Commissione d'indirizzo per i censimenti degli anni '90 (1987-1991)
- Commissione per il censimento della popolazione 1991 (1988-1991)
- Commissione per la distribuzione campionaria di collezioni di dati elementari, vicepresidente (1989-90).

## Maggiori pubblicazioni
- Colombo, B. La recente inversione nella tendenza della natalità, CEDAM, Padova (1951)
- Colombo, B. Sulla misura della fertilità matrimoniale e sulla determinazione della sua dinamica. Riv. Inter. di Scienze Soc., 61, pp. 40–58 (1953)
- Colombo, B. Intorno all'estrapolazione della dinamica della nuzialità, Statistica, 14, pp. 747–775 (1954)
- Colombo, B. On the sex ration in man, Cold Spring Harbor Symposia on Quantitative Biology, 22, pp. 193–202 (1957)
- Colombo, B. Appunti di metodologia sequenziale, Mem.Acc. patav. di Sc., Lett. ed Arti, 71, pp. 113–140 (1959)
- Colombo, B. Prospettive per la scuola dopo l'obbligo, Il Mulino, Bologna (1971)
- Colombo, B. La diffusione degli aborti illegali in Italia, Vita e pensiero, Milano (1977)
- Colombo, B. Droit de l'homme, ideologies et politiques demographiques, Actes – Congres International de la Population – Mexico 1977, Union Intern. Pour l'Et. Scient. De la pop., Liege, pp. 541–590 (1978)
- Colombo, B. Le statistiche demografiche, ISTAT, Annali di Stat., Serie IX, 1, pp. 19–53 (1981)
- Colombo, B. Riflessioni sullo sfruttamento intensivo dei risultati censuali, Statistica, 42,4, pp. 455–476 (1982)
- Colombo, B. La qualità dei dati statistici, Atti del convegno di Trieste, vol. I, Soc. Ital. di Stat., pp. 25–65 (1983)
- Colombo, B. Politiche demografiche e politiche sociali: possibilità ed opportunità d'intervento, Secondo rapporto sulla situazione demografica italiana, Ist. di Ric. sulla Popol., CNR, Roma, pp. 327–347 (1988)
- Colombo, B. Biometrical research on some parameters of the menstrual cycle, Intern. Jl. of Gynec. and Obst., Supp. 1, pp. 13–18 (1989)
- Fortuna, I. and Colombo,B. La regolarità degli eventi rari in Demografia, Atti e Memorie dell'Accademia Patavina di Scienze, Lettere ed Arti, Parte III, Classe di Scienze Matematiche e Naturali, 103, pp. 65–83 (1972)
- Colombo, B. Resources and Population: Natural, Institutional and Demographic *Dimensions of Development (Bernardo Colombo, Paul Demeny e Max Perutz, Ed.s) Clarendon Press, Oxford (1996)
- Colombo, B. and Scarpa B. Calendar Methods of Fertility Regulation: a Rule of Thumb, Statistica, 56, 1, pp. 3–14 (1996)
- Colombo, B. Evalutation of fertility predictors and comparison of different rules, Genus, 54, 3/4, pp. 153–167 (1998)
- Colombo, B. and Masarotto, G. Daily Fecundability: First Results from a new Data Base, http://www.demographic-research.org/Volumes/Vol3/5/ (2000)
- Dunson, D.B.,Baird, D.D. and Colombo,B. Changes with age in the level and duration of fertility in the menstrual cicle, Human Reproduction,17, 5, pp. 1399–1403 (2002)
- Dunson, D.B. and Colombo, B. Bayesian Modelling of Markers of Day – Specific Fertility, Jl of the Amer. Stat. Ass., 98, 461, pp. 28–37 (2003)
- Colombo, B.,Mion A., Passarin K, and Scarpa B., Cervical mucus symptom and daily fecundability: first results from a new database, Stat. meth. in Medical Research, 15, 2 ,pp. 161–180 (2006).
- McDonald, J.W., Rosina A., Rizzi E. and B. Colombo, Age and fertility: Can women wait until their early thirties to try for a first birth?, Journal of Biosocial Science, 43, pp 685–700 (2011)